# شنتشو 11
شنتشو 11 (بالصينية: 神舟十一号) هي رحلة فضائية مأهولة لبرنامج شنتشو، أحد المشاريع الفضائية لجمهورية الصين الشعبية. انطلقت الرحلة في 17 أكتوبر 2016 (16 أكتوبر بالتوقيت العالمي الموحد) من مركز جيوتشوان لإطلاق الأقمار الصناعية. وهي سادس المهمات الفضائية المأهولة للصين، والمخطط أن يقضي طاقم المهمة 30 يومًا في الفضاء، وهي بذلك أطول مهمات الصين المأهولة حتى تاريخه. في 19 أكتوبر، نفذت المركبة الفضائية عملية الرسو مع المختبر الفضائي تيانجونج-2، الذي أُطلق في 15 سبتمبر، 2016.

## الطاقم
يتكون طاقم الرحلة الفضائية من رائدي فضاء. جينغ هاي بنغ، قائد المهمة، الرحلة الثالثة: تشن دونغ، أول رحلة

## المهمة
انطلقت شنتشو 11 في 07:30 في 17 أكتوبر 2016 بالتوقيت المحلي (23:30 بتوقيت غرينتش، 16 أكتوبر)، وكان الانطلاق من مركز جيوتشوان لإطلاق الأقمار الاصطناعية، عبر الصاروخ الناقل المسيرة الطويلة 2 إف Long March 2F.
هدف المهمة الرئيسي هو الالتحام بالمختبر الفضائي تياتغونغ-2 والتزود بالخبرات المحصلة خلال فترة إقامة طاقم الرحلة التي تدوم 30 يومًا، واختبار نظم دعم الحياة على المختبر الفضائي. كذلك، فإن مركبة الحمولة تيانجو 1 ستلتحم مع المختبر الفضائي لتسليم المؤن لرائدي الفضاء.
بعد يومين من الانطلاق وتغيير المدار خمس مرات، وصلت مركبة الرحلة شنتشو 11 لمسافة 52 كيلو متر خلف مختبر تياتغونغ-2. قامت بالالتحام مع المختبر في 11:24 بتوقيت غرينتش في 19 أكتوبر، 2016. وكانت المركبتان الفضائيتان على ارتفاع 393 كيلو متر.